# BMW E30
La sigla BMW E30 identifica la seconda generazione della Serie 3, un'autovettura di fascia medio-alta prodotta dal 1982 al 1992 dalla casa automobilistica tedesca BMW.

## Profilo e storia

### Genesi e debutto
Il progetto E30 per la realizzazione dell'erede della E21, fu avviato già nel 1976, ossia già un anno dopo il lancio della E21 stessa. Mentre il progetto andava avanti e prendeva sempre più corpo, i numeri facevano ben sperare dal canto loro: la E21 stava ottenendo un gran successo di vendite, si arrivava a vendere circa 150 000 esemplari l'anno ed anche un mercato ostico come quello degli USA stava accogliendo la nuova compatta BMW con entusiasmo. Tutto questo nonostante gli evidenti nei di progettazione e di messa in listino della E21 stessa, vale a dire la scarsa abitabilità interna, specie nella zona posteriore, le prestazioni migliorabili, la tenuta di strada precaria sul bagnato e soprattutto un prezzo di vendita tutt'altro che concorrenziale. Ma i vertici BMW non vollero per questo trascurare simili aspetti e tra le specifiche del progetto E30 ve ne furono anche alcune volte a ridurre tali difetti. Tra questi, si cercò di creare un nuovo pianale a passo allungato in modo da incrementare l'abitabilità all'interno dell'abitacolo, mentre si impose di ridisegnare le sospensioni, specie nel retrotreno, affinché la vettura risultasse più controllabile anche su strada bagnata e non avesse reazioni improvvise.
Per quanto riguardava il disegno del corpo vettura, il compito fu assegnato a Claus Luthe, subentrato a Paul Bracq (già autore della E21) dopo le dimissioni di quest'ultimo avvenute nel 1974. Luthe confermò l'impostazione della carrozzeria a tre volumi e a due porte, almeno per quanto riguardava gli inizi della carriera del nuovo modello.
La produzione dei primi esemplari di preserie fu avviata nel dicembre del 1981, ma dovette trascorrere ancora quasi un anno prima dell'avvio della commercializzazione effettiva, che ebbe inizio nel novembre 1982.

### Design

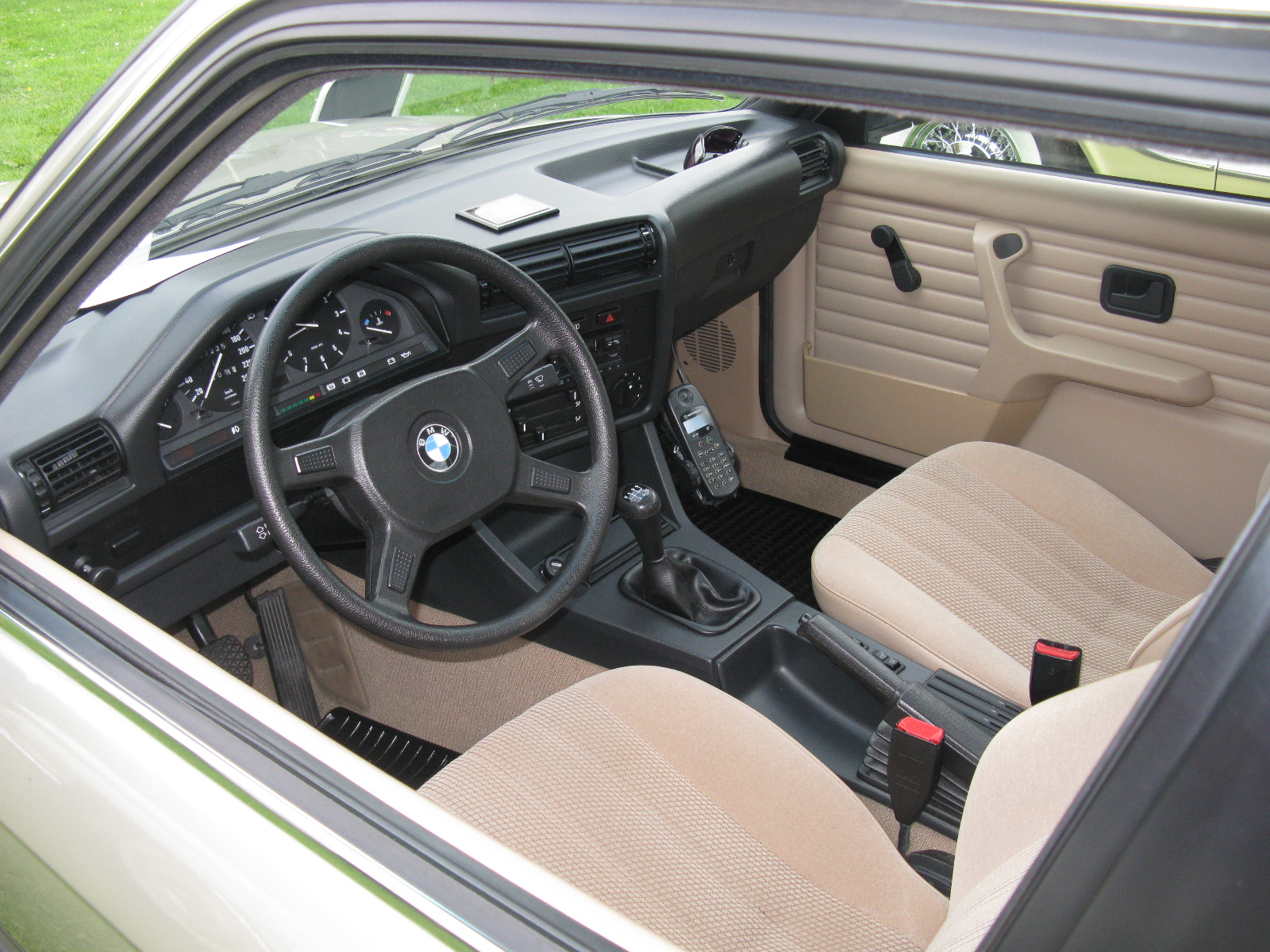
Interni di una BMW 316i E30

Il debutto della E30 non fu coronato da consensi unanimi: accanto ai sostenitori, vi fu infatti chi giudicava la linea troppo anonima, sostenendo che non era stato svolto un buon lavoro di progettazione. In realtà, la E30 era una vera BMW sia sul piano stilistico che su quello tecnico. Dal punto di vista del design, infatti la vettura appare chiaramente un'evoluzione stilistica del modello precedente, pur non ripetendone i contenuti, ma proponendone di nuovi e più affinati, ma nel contempo stabilendo una sorta di continuità che la lega indissolubilmente ai passati modelli BMW della stessa fascia di mercato.
Il frontale appare meno proteso in avanti e la mascherina appare meno spigolosa e leggermente più arrotondata. I doppi fari circolari vennero mantenuti su tutti i modelli, anche quelli di base, al contrario della precedente generazione, che per i modelli di base offriva i fari singoli. Al centro, immancabile, lo stemma a doppio rene tradiva ulteriormente l'identità del modello. La fiancata mostra quanto lavoro sia stato fatto per proporre un modello nuovo pur legandosi ai modelli precedenti: la linea di cintura bassa rendeva il corpo vettura snello e filante, sebbene il profilo fosse anche in questo caso meno proteso in avanti. Presente anche in questo caso il caratteristico "gomito di Hofmeister", ossia il montante posteriore piegato in avanti nella zona inferiore, una caratteristica che continuerà ad essere proposta su svariati modelli BMW ancora per diversi decenni. La coda proponeva nuovi gruppi ottici a sviluppo orizzontale, sempre di forma rettangolare ma più grandi. Nel complesso, il corpo vettura era sempre a 3 volumi e a due porte, come la sua antesignana, ma vantava un miglior Cx.
Gli interni si distinguevano da quelli della E21 per i nuovi rivestimenti dal disegno differenziato a seconda del modello: più semplice per i modelli di base e più ricercato per i modelli di punta. In ogni caso si trattava di rivestimenti di buona qualità. La strumentazione includeva il contagiri ed un orologio digitale, ma solo per i modelli non di base.

### Struttura, meccanica e motori
Il pianale su cui nasce la E30 è del tutto nuovo rispetto a quello della E21: il passo allungato di 7 cm favoriva l'abitabilità interna, anche se da questo punto di vista vi era ancora molto lavoro da fare e la E30 non era di certo ancora in grado di porsi al top nella sua categoria per quanto riguarda lo spazio offerto internamente agli occupanti.
L'architettura della seconda generazione della Serie 3 è di tipo tradizionale (motore anteriore e trazione posteriore) e riprende diverse soluzioni già viste nel modello precedente, ma completamente riprogettate. È il caso, per esempio, del comparto sospensioni, sempre con avantreno MacPherson e retrotreno a bracci oscillanti, ma di progettazione completamente nuova. L'assale posteriore, per esempio, propone una geometria con nuove angolazioni dei bracci ed inoltre non si ha più un unico gruppo molla-ammortizzatore, poiché i due componenti sono separati. Anche le carreggiate sono state allargate. Questi aggiornamenti significativi sono stati voluti in fase di progettazione al fine di migliorare la tenuta di strada, specie sul bagnato, dove la E21 mostrava invece tutti i suoi limiti.
L'impianto frenante, che sulla E21 era di tipo misto, sulla E30 è a quattro dischi, oltretutto di maggiori dimensioni rispetto ai dischi montati sulla E21. Ciò ha imposto il montaggio di cerchi di maggiori dimensioni, da 14 pollici anziché da 13, in modo da poter ospitare i nuovi dischi. Oltretutto i cerchi di maggiori dimensioni hanno contribuito a rendere più grintoso il look della vettura. Lo sterzo era a cremagliera, ma senza servoassistenza, disponibile solo con sovrapprezzo.
Al suo debutto, la E30 era disponibile generalmente in quattro motorizzazioni, tutte a benzina:
- 316: versione di base della gamma E30, l'unica alimentata mediante carburatore e spinta dal motore M10B18 da 1766 cm³, in grado di erogare 90 CV di potenza massima;
- 318i: versione intermedia della gamma di esordio, spinta da un motore M10B18 con cilindrata di 1766 cm³, alimentazione ad iniezione meccanica Bosch e potenza massima di 105 CV;
- 320i: altra versione intermedia della gamma d'esordio, equipaggiata con un motore a 6 cilindri in linea M20B20LE da 1990 cm³, con alimentazione ad iniezione meccanica Bosch e potenza massima di 125 CV;
- 323i: versione di punta della gamma E30 di esordio, spinta da un motore M20B23LE, con cilindrata di 2316 cm³, alimentazione ad iniezione elettronica e con potenza massima di 139 CV.

Per i mercati della Grecia e dell'allora Jugoslavia, veniva proposta anche un'altra versione di base, ossia la 316s, spinta dal motore M10B15 da 1573 cm³, lo stesso della precedente 315 E21, con potenza massima di 75 CV. Inoltre, per i mercati degli USA e del Giappone venne proposta anche la 325e, modello catalizzato spinto da un motore M20B27 da 2693 cm³ in grado di erogare 122 CV.
Due le varianti di cambio: per i modelli 316 e 318i era previsto un cambio manuale a 4 marce, mentre le altre due versioni erano previste in abbinamento ad un cambio a 5 marce, anch'esso manuale. Era però possibile per tutte le versioni ottenere un cambio automatico a 3 marce, compreso nella lista optional.

## Evoluzione

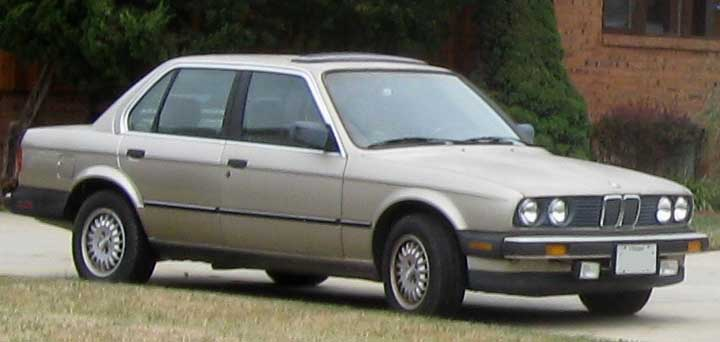
Una BMW Serie 3 E30 a 4 porte

La produzione della gamma E30 venne quindi avviata nel novembre del 1982, ma in generale il modello è considerato dalla maggior parte delle fonti come appartenente al 1983, anno in cui è stata avviata anche la commercializzazione. Nei primissimi mesi di quell'anno, fedele alla tradizione che ha accompagnato i precedenti due modelli (E21 e Serie 02), anche la E30 venne proposta in versione TC (Top Cabriolet), vale a dire con carrozzeria cabrio-targa, carrozzeria che anche in questo caso venne realizzata dalla Baur di Stoccarda. In questa veste la vettura venne contraddistinta dalla sigla TC2, per distinguerla dalla TC (o TC1) basata sulla precedente generazione E21. Ma alla BMW la tensione non si allentò poiché era evidente il successo ottenuto dalla Mercedes-Benz 190, una delle acerrime rivali della E30, lanciata anch'essa nel 1982 e che si differenziava dalla Serie 3 E30 per la carrozzeria tre volumi a quattro porte anziché due. Per questo motivo, nei primi mesi del 1983 fu annunciato che la gamma della E30 si sarebbe ben presto arricchita con l'arrivo della versione a 4 porte. E difatti, nell'autunno del 1983, si arrivò alla commercializzazione della nuova versione. Per la prima volta, quindi, una BMW compatta poté usufruire anche delle portiere posteriori (la E21 e la Serie 02 erano esclusivamente a 2 porte). Il nuovo modello, presentato al Salone di Francoforte, non fu l'unica novità della gamma. Infatti, la 316 beneficiò di un nuovo carburatore a gestione elettronica, mentre la 318i vide l'arrivo dell'iniezione elettronica al posto di quella meccanica e la 323i vide un significativo aumento di potenza, da 139 a 150 CV. Inoltre, la lista optional vide l'arrivo di un nuovo cambio automatico a 4 rapporti in sostituzione di quello a 3 rapporti, disponibile fino a quel momento.
Il 1984 si aprì con una piccola novità per la E30, novità costituita dalla possibilità di avere la 318i anche con dispositivo catalizzatore e con potenza leggermente ridotta, da 105 a 102 CV. L'autunno successivo, vi furono alcuni aggiornamenti più marginali.

### Restyling 1985

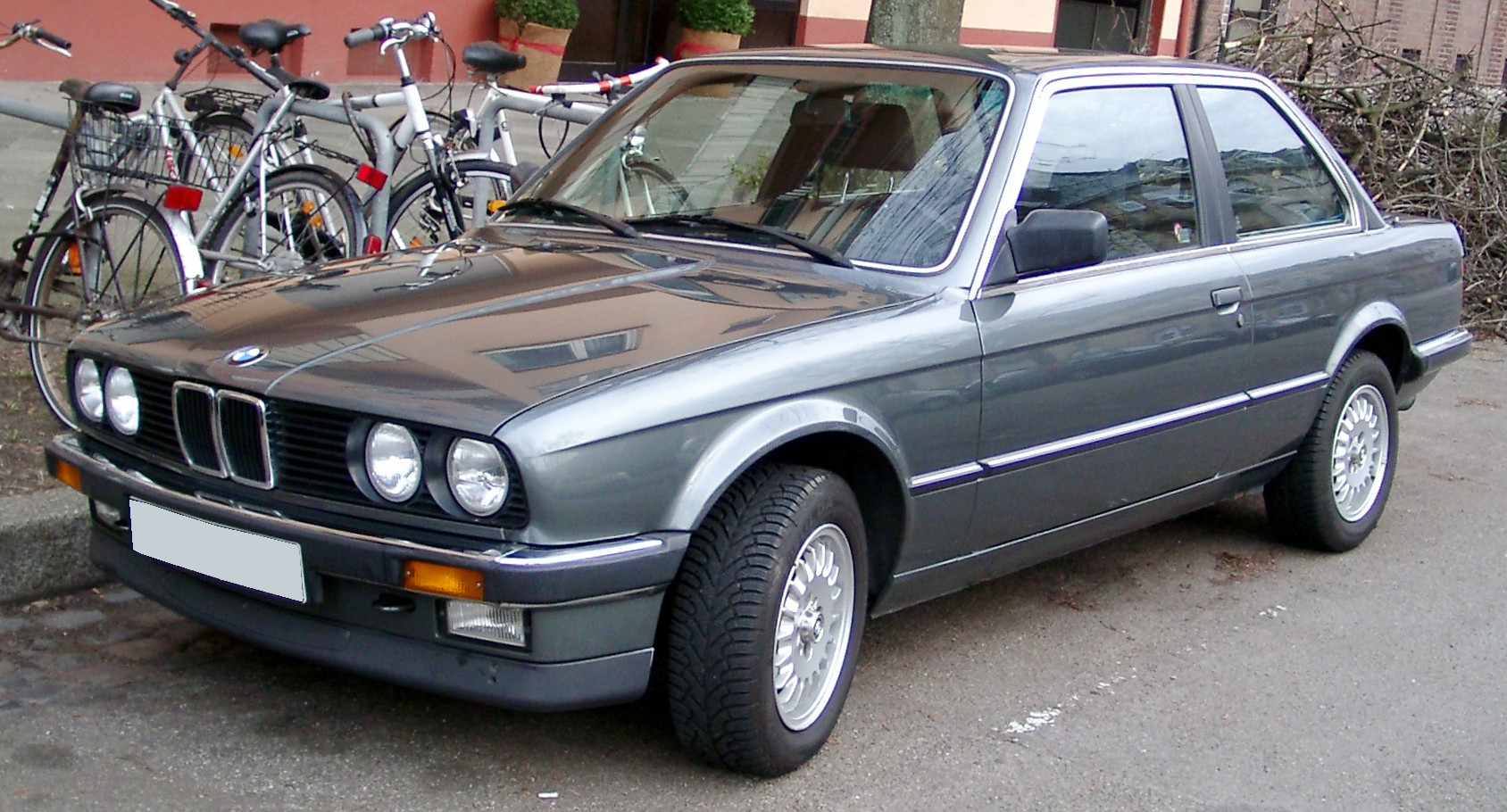
La E30 dopo l'aggiornamento del settembre 1985

Al Salone dell'automobile di Ginevra del 1985 vi fu una significativa novità: venne infatti presentata per alcuni mercati europei (non per l'Italia) la 325e fino a quel momento prevista solo per USA e Giappone. In Europa la denominazione di questo modello era 325e Kat, ma in realtà il catalizzatore era presente anche nei modelli riservati ad USA e Giappone. La vettura, meccanicamente identica a quella prevista per il mercato nipponico e quello d'oltreoceano, sarebbe giunta sul mercato solo a settembre, quando per l'intera gamma E30 vi furono aggiornamenti significativi. Fu infatti al Salone di Francoforte che venne presentata la nuova gamma della compatta tedesca. Esteticamente si ebbe solo un moderatissimo restyling, visibile specialmente nel ridisegnamento dello scudo paraurti anteriore. Anche altri dettagli meno visibili fecero parte del leggerissimo facelifting della E30, ma soprattutto furono i contenuti tecnici a farla da padroni. Oltre all'avvio della commercializzazione della già menzionata 325e, vi fu anche l'arrivo della 325i, nuovo modello che sostituì la 323i e che con il suo nuovo motore da 2494 cm³ era in grado di erogare fino a 171 CV di potenza massima. Ma le due novità in assoluto più significative furono l'arrivo della 324d, che sancì il debutto del motore diesel sotto il cofano di una Serie 3, e della 325iX, che invece rappresentò la prima BMW a trazione integrale della storia. Mentre la 324d veniva mossa da un 6 cilindri diesel aspirato da 2,4 litri in grado di erogare 86 CV di potenza massima, la 325iX montava lo stesso propulsore della normale 325i, ma con in più la trazione sulle quattro ruote, di tipo permanente ed ottenuta mediante un giunto viscoso che trasferisce la coppia motrice anche all'avantreno. Ma non era tutto, perché oltre a queste già notevolissime novità ve ne fu un'altra ugualmente significativa, e cioè la versione cabriolet, meccanicamente identica alla 325i e che andò ad affiancarsi alla TC2 e che risultò essere più elegante e più comoda nelle operazioni di apertura e chiusura della capote in tessuto. E ancora, non meno importante delle altre, vi fu anche la presentazione della prima generazione della M3, versione sportiva voluta come base per le E30 da competizione, apprezzata dal pubblico e vincente nelle competizioni sportive. Il suo nuovo motore da 2,3 litri erogava una potenza massima di 200 CV (195 nelle versioni con catalizzatore).
Infine, sempre del 1985 è il lancio della 333i, versione riservata al solo mercato sudafricano e spinta dal motore M30 da 3,2 litri già impiegato su modelli BMW di fascia superiore ed in grado di erogare fino a 197 CV di potenza massima.

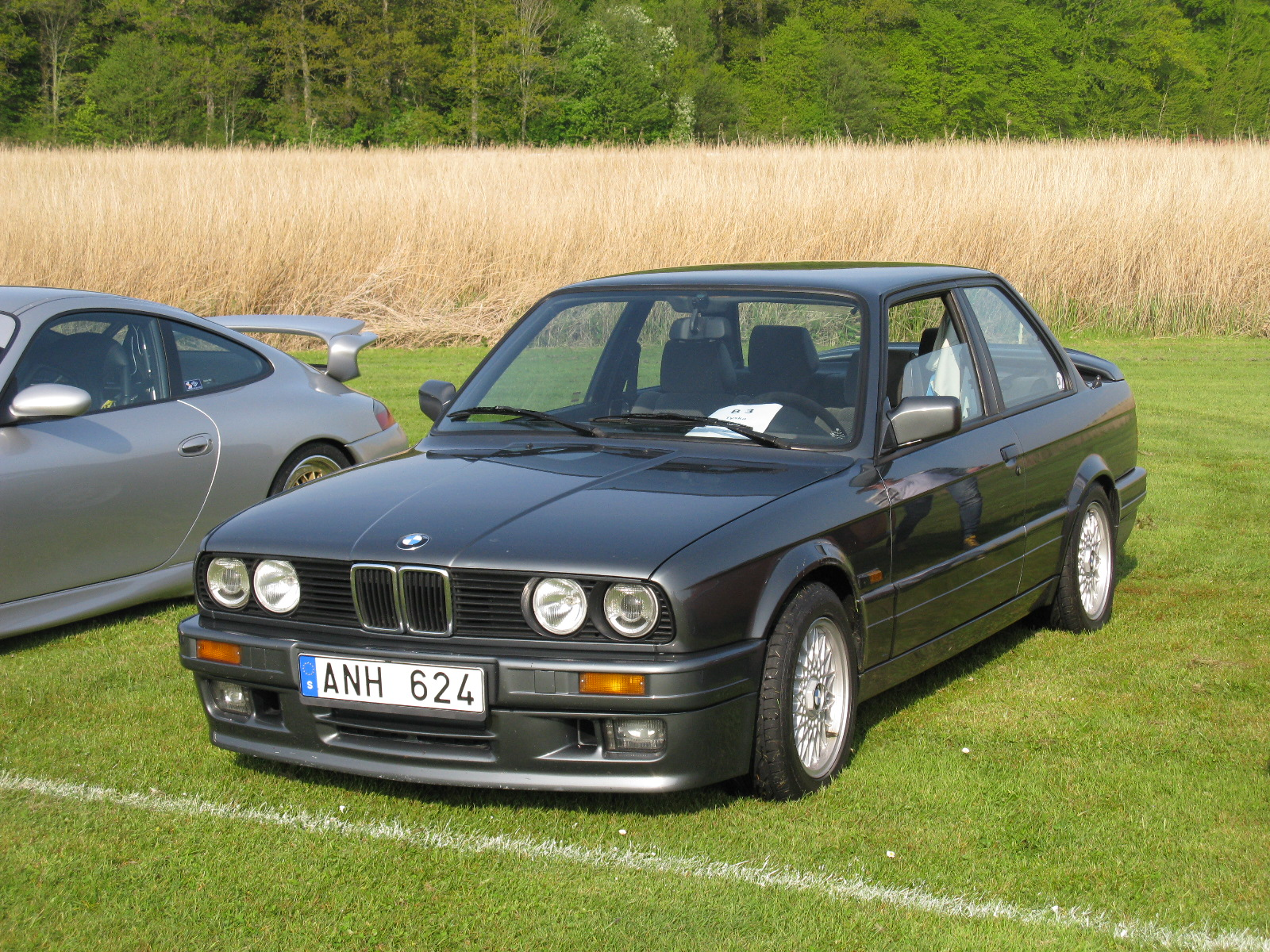
BMW 320is E30

Nel 1986 vi furono altre significative novità: la prima in ordine di importanza fu il lancio commerciale della M3, mentre nel mese di luglio la cabriolet venne proposta anche con il motore 2 litri da 125 CV. 
Inoltre, per i soli mercati italiano e portoghese vi fu il lancio della 318is, meccanicamente identica alla sorella 318i ma con una decisa caratterizzazione estetica di stampo sportivo sia esterna (kit aerodinamico m-tech 1), che interna (sedili sportivi e rivestimenti dedicati) e della 320is con motore BMW S14 a 4 cilindri con 192 CV, cambio sportivo a 5 marce ad H con prima in basso e allestimento esterno MTech 2, velocità massima di circa 230 km/h e accelerazione da 0 a 100 in meno di 8 secondi; fu creata appositamente per aggirare l'IVA italiana al 38% per le auto di cilindrata maggiore a 2.000, i pochissimi esemplari prodotti (2.540 2 porte e 1.205 a 4 porte).

### Restyling 1987
Al Salone dell'automobile di Francoforte nel 1987, quando vi furono numerosi altri aggiornamenti, sia stilistici sia soprattutto di contenuto. Esteticamente le novità furono ancora una volta piuttosto discrete e circoscritte al nuovo paraurti ridisegnato, alle cornici porta cromate, ai fendinebbia ellissoidali ed alle nuove plastiche dei gruppi ottici posteriori. Molto più significativo fu il debutto della versione Touring, prima BMW con carrozzeria station wagon, anch'essa destinata ad un successo di vendite. Sul piano tecnico, molto interessante fu l'arrivo della nuova 318i, equipaggiata con un nuovo motore da 1,8 litri (1796 cm³ per la precisione) in grado di erogare 115 CV (113 CV se in versione catalizzata) contro i 105 della versione precedente. La 320is, sempre limitatamente ai mercati dell'Italia e del Portogallo, vide l'arrivo di un nuovo motore da 2 litri derivato da quello della sportiva M3 ed in grado di erogare 192 CV. Inoltre, la 320i vide la sua potenza salire da 122 a 129 CV. Nella stessa occasione, poi, si ebbe il debutto della 324td, spinta dallo stesso motore della 324d, ma in versione sovralimentata mediante turbocompressore, grazie al quale la potenza massima salì da 86 a 115 CV. Infine, la 316 e la 318i (motori M10), affiancarono fino a luglio 1988 la prima e luglio 1987 la seconda, la nuova 316i equipaggiata con motore ad iniezione di 1596 cm³ in grado di erogare fino a 101 CV e la 318i  con 1796 cm³ di cilindrata, con una potenza massima di 115 CV entrambi propulsori di nuova generazione noti con la sigla M40.

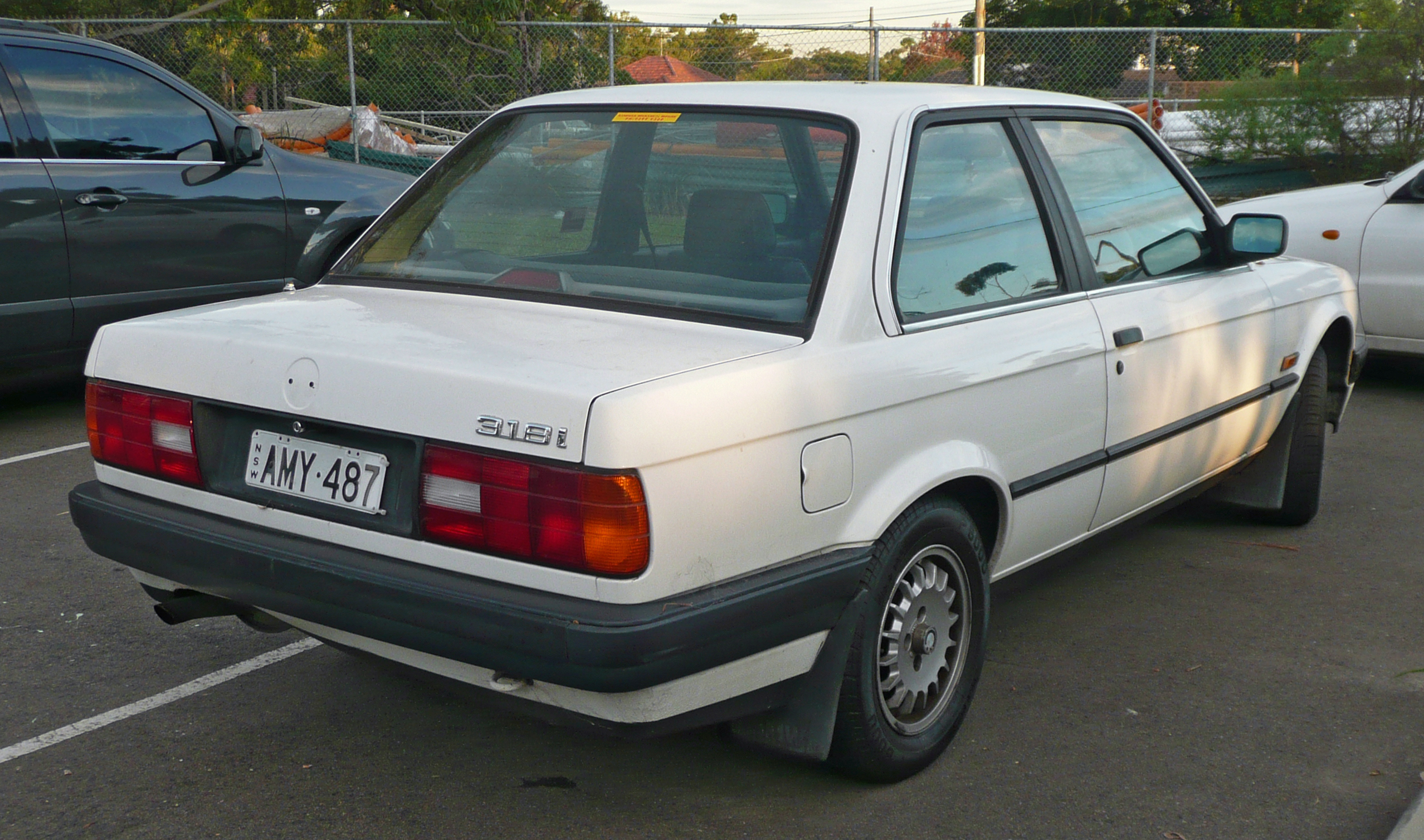
Vista posteriore di una 318i E30 dopo il restyling del 1987

Nel 1988 la M3 vide la sua potenza salire a 220 CV. Tale nuova edizione della M3, solo in versione chiusa, prese il nome di M3 Evolution II, prodotta in soli 500 esemplari. Sempre nel 1988, la versione di base della gamma, ossia la 316i kat beneficiò dell'arrivo del catalizzatore che  limitò la potenza a 100cv. Nello stesso periodo, la Alpina realizzò la C2, versione ad alte prestazioni della E30. Quest'ultima era equipaggiata con nuovi cerchi sportivi avvolti in pneumatici da competizione, un nuovo body kit aerodinamico e un nuovo propulsore 2,7 dalla potenza di 207 CV.
Nel 1989 vi fu l'arrivo di una nuova 318is, stavolta estesa a tutta l'Europa e spinta da un motore (codice M42) derivato dal 1.8 M40 già impiegato per la 318i, ma con una testata a 16 valvole (anziché 8). Tale nuovo motore erogava 136 CV di potenza. Sempre nello stesso anno, la M3 venne proposta in versione Sport Evolution con un nuovo motore da 2,5 litri e 238 CV. Sempre a proposito di M3, la versione catalizzata prodotta fino a quel momento vide un incremento di potenza da 195 a 215 CV, essendo il motore derivato direttamente dal quello della M3 EVO II da 220 CV.
Nel 1990 la carriera della E30 volse progressivamente al termine: per gran parte dell'anno tale modello rimase ancora in listino, ed anzi vi fu l'introduzione di due edizioni speciali a tiratura limitata, denominate 316i Edition e 318i Edition, dotate di un equipaggiamento specifico. Nel mese di ottobre venne presentata la terza generazione della Serie 3, siglata E36, la quale andò a sostituire gradualmente le versioni a 2 e a 4 porte, che sparirono definitivamente dai listini europei nell'aprile del 1991. Anche le TC2 Baur, fino a quel momento proposte parallelamente alle altre E30 Cabriolet, cessarono la produzione, così come le M3.
Della gamma E30 rimasero in produzione solo le cabriolet e le Touring, sebbene con gamma rimaneggiata. Le prime uscirono di scena nell'aprile del 1993, mentre le Touring, ultimo baluardo della presenza della E30 in pieni anni novanta, lasciò i listini un anno dopo, sempre ad aprile.

## Le altre E30

### La E30 Touring

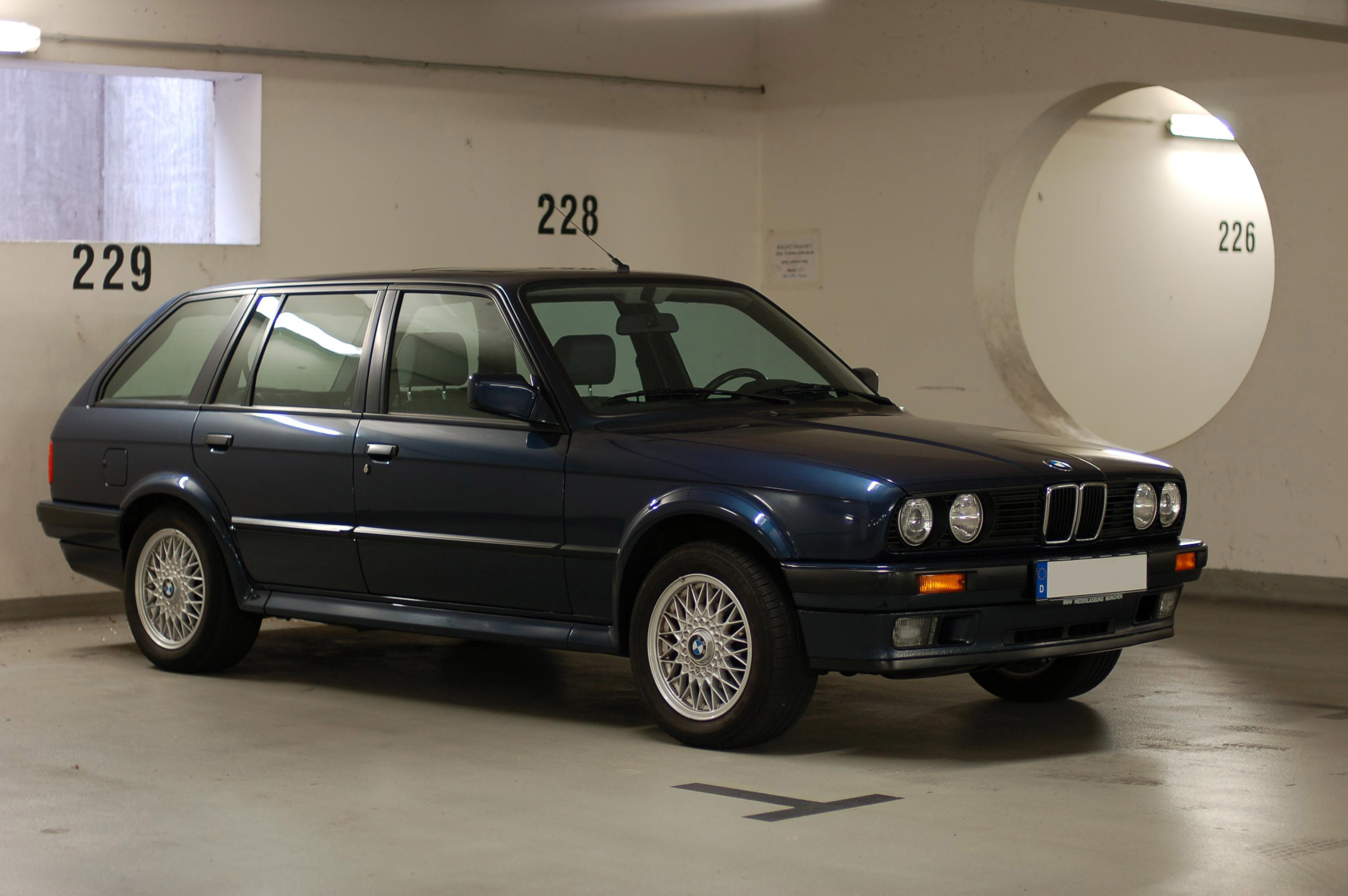
Una 325iX Touring E30

Presentata al Salone di Francoforte nel settembre 1987, la gamma E30 Touring (sigla esatta: E30/5) sancì il debutto della casa dell'elica nel mondo delle station wagon. C'è chi sostiene che in realtà un precedente ci sia stato con la commercializzazione della Touring d'inizio anni settanta, ma in realtà questo modello non era una vera e propria station wagon, quanto piuttosto una pratica berlina a due volumi e a tre porte, con un ampio portellone. Tra quella Touring e la Touring E30, quindi, l'unico aspetto in comune era la denominazione che BMW ha voluto rispolverare per descrivere la sua giardinetta, dalle evidenti caratteristiche di praticità, ma adatta comunque, secondo la casa, ad una clientela giovanile e dinamica. In pratica, BMW ha cercato di coniugare l'aspetto pratico di una station a quello grintoso della berlina da cui derivava. In fase di progettazione, si lavorò molto sul fattore rigidezza torsionale, in quanto una station tende ad essere solitamente meno rigida della berlina da cui deriva. Ed allora, ecco che vennero completamente riprogettati il tetto ed alcuni lamierati laterali, così come persino alcuni finestrini laterali, che vennero ispessiti.
Al suo debutto, la E30 Touring venne proposta in tre versioni a benzina ed una a gasolio: 320i, 325i, 325iX e 324td; la commercializzazione vera e propria, però, non sarebbe stata avviata che nella primavera del 1988. Le versioni 320i e 325iX erano proposte rigorosamente con il catalizzatore, mentre la 325i poteva essere ordinata con catalizzatore o senza e la 324td venne proposta esclusivamente non catalizzata. Data la natura promiscua del modello, venne potenziato l'impianto frenante ed anzi, nella 325i venne montato di serie anche l'ABS, che nel resto di tutta la gamma E30 (berline e cabriolet comprese) era optional.
La prima novità della gamma E30/5 si ebbe nel 1989 con l'arrivo della 318i Touring, anch'essa meccanicamente identica alla berlina e proposta con catalizzatore o senza. Ma nel 1991, la 325i Touring e la stessa 318i Touring vennero lasciate in listino solo in versione catalizzata.
Nel 1992, quando la maggior parte della gamma E30 era già stata tolta di listino, la gamma della E30 Touring si arricchì di una nuova versione di base: la 316i Touring, esclusivamente catalizzata dato l'approssimarsi della normativa Euro 1 che sarebbe entrata in vigore a partire dal 1º gennaio dell'anno seguente. Per lo stesso motivo, anche la 324td Touring beneficiò dell'arrivo del catalizzatore.
La E30/5 fu l'ultima E30 ad uscire di produzione: l'ultima uscì dalle linee di montaggio nel 1994, sostituita in seguito dalla Touring su base E36.

### La TC Baur
Sulla base di quanto già fatto con la precedente Serie 3 E21, a partire dal gennaio 1983 cominciò la produzione della E30 TC2, dove la sigla sta per Top Cabriolet di seconda generazione. Le modifiche previste dalla carrozzeria Baur di Stoccarda furono le medesime della E21: venne tagliato via il tetto e venne montato un ponte rigido per unire i due lati della carrozzeria all'altezza dei montanti centrali. Tale componente, necessario per garantire un'adeguata rigidezza al corpo vettura anche in assenza di un vero e proprio tetto, fece da divisorio tra le due coperture separate. Come nella E21, vi fu un hard-top rigido a coprire i posti anteriori, più una copertura ripiegabile in tessuto per i posti posteriori. In quest'ultimo caso, la copertura andava a sparire in un apposito alloggiamento dietro il divano posteriore, esattamente come nel caso della E21. Per l'intera operazione la Baur richiedeva un esborso aggiuntivo di circa 7000 DM, pari a circa 4 milioni di lire dell'epoca.
Più che di una vera cabriolet, si trattava dunque di una vettura del tipo apribile tipo Targa, le cui operazioni di apertura e chiusura tendevano a risultare difficoltose e scomode.
La TC2 era ordinabile in qualsiasi motorizzazione prevista per la gamma E30, e si poteva trasformare una vettura originariamente con carrozzeria chiusa. Ciò rende difficoltoso sapere in particolare quante TC2 Baur sono state effettivamente prodotte, proprio perché spesso i dati relativi alle versioni berlina si sovrappongono a quelli delle TC2 Baur.
Per proporre al pubblico una vettura con carrozzeria apribile, ma decisamente più comoda da gestire, la casa di Monaco introdusse nel 1985 anche una vera cabriolet di sua produzione. Ma per la TC2 Baur tale evento non significò il pensionamento, poiché continuò a rimanere nei listini BMW fino alla primavera del 1991, quando venne tolta definitivamente di produzione.

### La Cabriolet

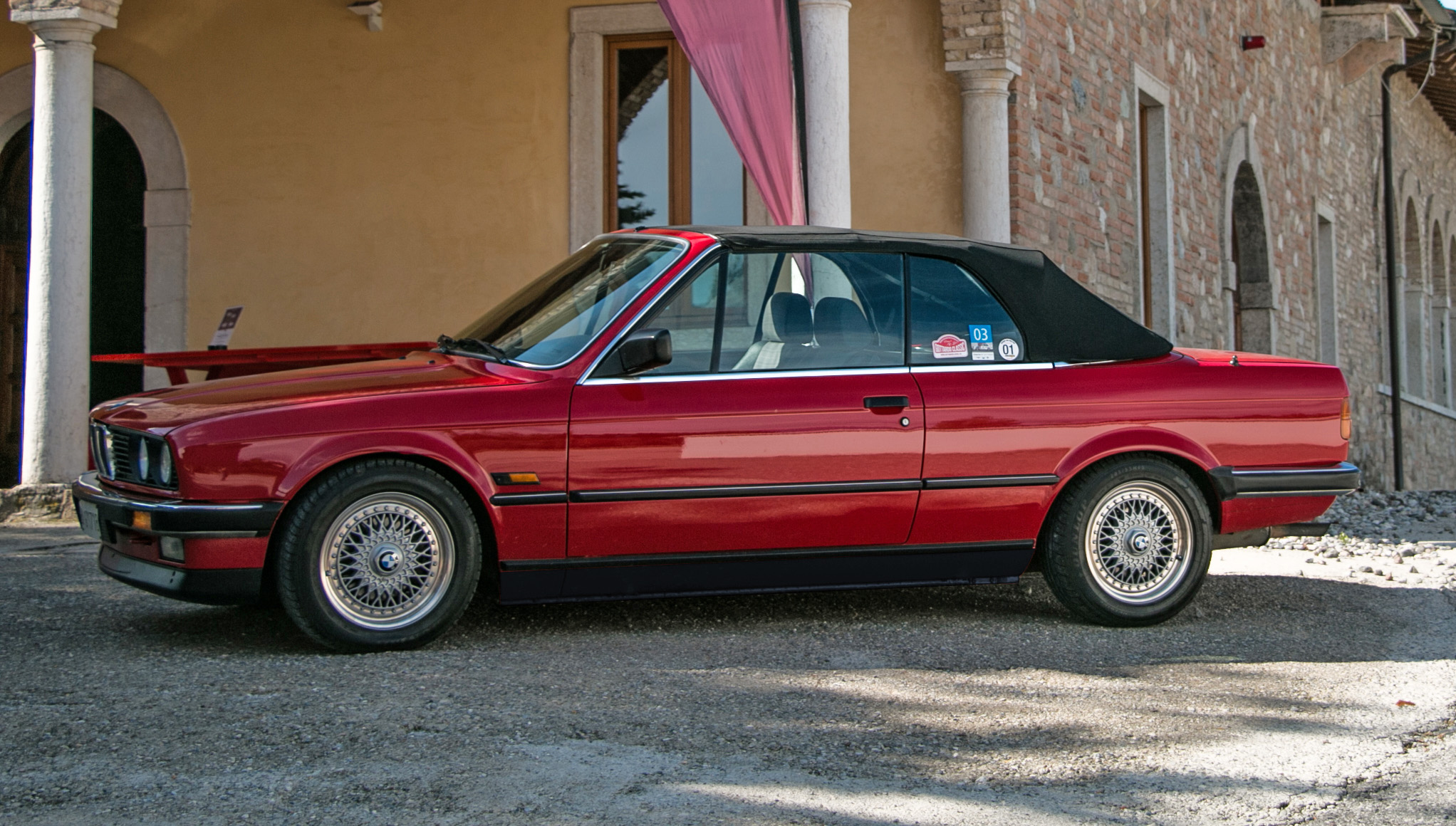
Una E30 Cabriolet

La E30 Cabriolet (sigla: E30/2C) venne presentata a Francoforte nel 1985, assieme a molti aggiornamenti del resto della gamma. Si tratta di una versione voluta dalla BMW per proporre una E30 apribile ma che non presentasse tutte quelle scomodità tipiche della TC2 Baur durante le operazioni di apertura e chiusura. Il risultato fu una vettura indubbiamente più elegante della Baur (che comunque rimase a listino) ed anche meglio accessoriata, ma che in fase di progettazione ha richiesto non pochi accorgimenti in più. Furono necessari infatti numerosi rinforzi strutturali sia al pianale che alla carrozzeria. Ciò comportò un aumento di peso di 100 kg per la cabriolet, equipaggiata tra l'altro con una capote di impeccabile progettazione, apribile e richiudibile manualmente, e che andava a ripiegarsi in un apposito vano sistemato dietro il divanetto posteriore.
L'arrivo della cabriolet rappresentò un ritorno per la BMW, che non aveva più proposto una cabriolet di propria fabbricazione fin dall'uscita di scena della cabriolet su base 2002.
Inizialmente la E30 cabriolet venne proposta con un'unica motorizzazione, ossia il 2.5 litri da 171 CV già montato sulle 325i, ed infatti l'unico modello iniziale con carrozzeria cabriolet fu la 325i Cabriolet, esclusivamente a trazione posteriore. La produzione venne avviata nel marzo del 1986: pochi mesi dopo, a luglio, la 325i Cabriolet venne affiancata dalla 320i Cabriolet, spinta dal 2 litri da 129 CV presente anche nelle altre 320i. A richiesta i due modelli potevano essere ordinati in versione catalizzata e con potenza quasi invariata: 170 CV per la 325i e ancora 129 CV per la 320i.
Nel 1987, i due modelli vennero proposti in listino esclusivamente in versione catalizzata.
Nel 1990 la cabriolet venne sottoposta ad un leggerissimo restyling che interessò i gruppi ottici posteriori, fendinebbia, paraurti e pochi dettagli tecnici: per l'occasione venne introdotta anche la 318i Cabriolet, che estese verso il basso la gamma delle "scoperte" E30 con il motore 1.8 da 113 CV.
Nel mercato nordamericano venne introdotta anche la 318iS Cabriolet, con il motore 1.8 da 136 CV già visto sulle 318iS europee con carrozzeria berlina.
La gamma E30/2C si avviò così al pensionamento: nel 1992 l'intera gamma E30 cabriolet era ormai composta solo da modelli catalizzati e nel 1993 avvenne la sua definitiva uscita di produzione.

## Riepilogo caratteristiche
Di seguito vengono riepilogate le caratteristiche relative alle varie versioni previste per la gamma E30. Non sono presenti le versioni TC Baur.
| Modello | Carrozzeria        | Motore             | Cilindrata cm³     | Alimentazione                       | Potenza CV/rpm     | Coppia Nm/rpm      | Trazione           | Cambio/ n°marce    | Massa a vuoto (kg) | Velocità max       | Acceler. 0–100 km/h | Consumo (l/100 km) | Anni di produzione |
| Versioni a benzina | Versioni a benzina | Versioni a benzina | Versioni a benzina | Versioni a benzina                  | Versioni a benzina | Versioni a benzina | Versioni a benzina | Versioni a benzina | Versioni a benzina | Versioni a benzina | Versioni a benzina  | Versioni a benzina | Versioni a benzina |
| --- | ------------------ | ------------------ | ------------------ | ----------------------------------- | ------------------ | ------------------ | ------------------ | ------------------ | ------------------ | ------------------ | ------------------- | ------------------ | ------------------ |
| 316s1 | berlina            | M10B15             | 1573               | Carburatore doppio corpo            | 75/5800            | 110/3200           | P                  | M/4                | 990                | 165                | -                   | -                  | 1982-?             |
| 316 | berlina            | M10B18             | 1766               | Carburatore doppio corpo            | 90/5500            | 140/4000           | P                  | M/4                | 990                | 175                | 12"4                | 9.4                | 1982-87            |
| 316i Kat | berlina            | M10B18             | 1766               | Iniezione elettronica               | 102/5800           | 140/4500           | P                  | M/5                | 1.000              | 182                | 12"1                | 8.6                | 1987-88            |
| 316i Kat | berlina            | M40B16             | 1596               | Iniezione elettronica               | 100/5500           | 143/5250           | P                  | M/5                | 1.065              | 182                | 12"1                | 8.5                | 1988-91            |
| 316i Kat | Touring            | M40B16             | 1596               | Iniezione elettronica               | 100/5500           | 143/5250           | P                  | M/5                | 1.170              | 179                | 13"9                | 8.6                | 1992-94            |
| 318i2 | berlina            | M10B18             | 1766               | Iniezione elettronica               | 105/5800           | 145/4500           | P                  | M/4                | 1.000              | 184                | 11"2                | 8.3                | 1982-87            |
| 318i2 | berlina            | M40B18             | 1796               | Iniezione elettronica               | 115/5500           | 165/4250           | P                  | M/5                | 1.065              | 189                | 10"8                | 7.9                | 1987-91            |
| 318i2 | Touring            | M40B18             | 1796               | Iniezione elettronica               | 115/5500           | 165/4250           | P                  | M/5                | 1.180              | 189                | 10"5                | 8.1                | 1989-91            |
| 318i Kat | berlina            | M40B18             | 1796               | Iniezione elettronica               | 113/5500           | 162/4250           | P                  | M/5                | 1.065              | 188                | 10"8                | 8.5                | 1987-91            |
| 318i Kat | Touring            | M40B18             | 1796               | Iniezione elettronica               | 113/5500           | 162/4250           | P                  | M/5                | 1.180              | 188                | 11"7                | 8.8                | 1989-94            |
| 318i Kat | cabriolet          | M40B18             | 1796               | Iniezione elettronica               | 113/5500           | 162/4250           | P                  | M/5                | 1.220              | 187                | 12"                 | 8.8                | 1992-93            |
| 318is Kat3 | berlina            | M42B18             | 1796               | Iniezione elettronica               | 136/6000           | 172/4600           | P                  | M/5                | 1.125              | 202                | 9"9                 | 8.5                | 1989-91            |
| 320i4 | berlina            | M20B20LE           | 1990               | Iniezione meccanica                 | 125/5800           | 170/4000           | P                  | M/5                | 1.050              | 196                | 10"4                | 8.7                | 1982-86            |
| 320i4 | berlina            | M20B20LE           | 1990               | Iniezione elettronica               | 129/6000           | 174/4000           | P                  | M/5                | 1.080              | 197                | 10"2                | 8.9                | 1986-90            |
| 320i4 | Cabriolet          | M20B20LE           | 1990               | Iniezione elettronica               | 129/6000           | 174/4000           | P                  | M/5                | 1.280              | 195                | 11"                 | 9.5                | 1986-87            |
| 320i Kat | berlina            | M20B20LE           | 1990               | Iniezione elettronica               | 129/6000           | 164/4300           | P                  | M/5                | 1.125              | 197                | 10"6                | 9.9                | 1987-91            |
| 320i Kat | Touring            | M20B20LE           | 1990               | Iniezione elettronica               | 129/6000           | 164/4300           | P                  | M/5                | 1.230              | 196                | 11"5                | 9.4                | 1987-92            |
| 320i Kat | Cabriolet          | M20B20LE           | 1990               | Iniezione elettronica               | 129/6000           | 164/4300           | P                  | M/5                | 1.280              | 195                | 11"5                | 10.2               | 1986-92            |
| 320is | berlina            | S14B20             | 1990               | Iniezione elettronica               | 192/6900           | 212/4900           | P                  | M/5                | 1.180              | 227                | 7"9                 | 10.1               | 1987-89            |
| 323i | berlina            | M20B23LE           | 2316               | Iniezione elettronica               | 139/5300           | 205/4000           | P                  | M/5                | 1.080              | 202                | 9"2                 | 8.9                | 1982-83            |
| 323i | berlina            | M20B23LE           | 2316               | Iniezione elettronica               | 150/6000           | 205/4000           | P                  | M/5                | 1.090              | 204                | 9"                  | 8.9                | 1983-85            |
| 325e5 | berlina            | M20B27             | 2693               | Iniezione elettronica               | 122/4250           | 231/3250           | P                  | M/5                | 1.265              | 193                | 10"4                | 8.4                | 1982-87            |
| 325e Kat6 | berlina            | M20B27             | 2693               | Iniezione elettronica               | 122/4250           | 231/3250           | P                  | M/5                | 1.120              | 193                | 10"1                | 8.6                | 1985-87            |
| 325i | berlina            | M20B25             | 2494               | Iniezione elettronica               | 171/5800           | 226/4000           | P                  | M/5                | 1.125              | 217                | 8"3                 | 8.9                | 1985-86            |
| 325i | cabriolet          | M20B25             | 2494               | Iniezione elettronica               | 171/5800           | 226/4000           | P                  | M/5                | 1.255              | 215                | 8"6                 | 9.1                | 1985-86            |
| 325i Kat | berlina            | M20B25Kat          | 2494               | Iniezione elettronica               | 170/5800           | 222/4300           | P                  | M/5                | 1.125              | 215                | 8"3                 | 9.7                | 1986-91            |
| 325i Kat | Touring            | M20B25Kat          | 2494               | Iniezione elettronica               | 170/5800           | 222/4300           | P                  | M/5                | 1.270              | 214                | 8"8                 | 9.7                | 1987-92            |
| 325i Kat | cabriolet          | M20B25Kat          | 2494               | Iniezione elettronica               | 170/5800           | 222/4300           | P                  | M/5                | 1.310              | 216                | 8"7                 | 9.7                | 1986-93            |
| 325iX | berlina            | M20B25             | 2494               | Iniezione elettronica               | 171/5800           | 226/4000           | I                  | M/5                | 1.215              | 212                | 9"                  | 9.4                | 1985-86            |
| 325iX Kat | berlina            | M20B25Kat          | 2494               | Iniezione elettronica               | 170/5800           | 222/4300           | I                  | M/5                | 1.255              | 210                | 9"2                 | 10.5               | 1986-91            |
| 325iX Kat | Touring            | M20B25Kat          | 2494               | Iniezione elettronica               | 170/5800           | 222/4300           | I                  | M/5                | 1.350              | 208                | 9"7                 | 10.8               | 1987-92            |
| 333i7 | berlina            | M30B32LE           | 3210               | Iniezione elettronica               | 197/5500           | 285/4300           | P                  | M/5                | 1.256              | 231                | 7"2                 | -                  | 1985-87            |
| M3 | berlina            | S14B23             | 2302               | Iniezione elettronica               | 200/6750           | 240/4750           | P                  | M/5                | 1.165              | 235                | 6"7                 | 11                 | 1986-89            |
| M3 | cabriolet          | S14B23             | 2302               | Iniezione elettronica               | 200/6750           | 240/4750           | P                  | M/5                | 1.360              | 233                | 7"3                 | 11.2               | 1988-91            |
| M3 Kat | berlina            | S14B23Kat          | 2302               | Iniezione elettronica               | 195/6750           | 230/4750           | P                  | M/5                | 1.200              | 230                | 6"8                 | 11.4               | 1986-89            |
| M3 Kat | berlina            | S14B23Kat          | 2302               | Iniezione elettronica               | 215/6750           | 230/4600           | P                  | M/5                | 1.200              | 241                | 6"7                 | 11.4               | 1989-90            |
| M3 Kat | cabriolet          | S14B23Kat          | 2302               | Iniezione elettronica               | 195/6750           | 230/4750           | P                  | M/5                | 1.360              | 228                | 7"5                 | 11.3               | 1988-89            |
| M3 Kat | cabriolet          | S14B23Kat          | 2302               | Iniezione elettronica               | 215/6750           | 230/4600           | P                  | M/5                | 1.360              | 239                | 7"3                 | 11.1               | 1989-90            |
| M3 Evolution II | berlina            | S14B23Evo          | 2302               | Iniezione elettronica               | 220/6750           | 245/4750           | P                  | M/5                | 1.200              | 243                | 6"7                 | 11                 | 04/1988-06/1988    |
| M3 Sport Evolution | berlina            | S14B25             | 2453               | Iniezione elettronica               | 238/7000           | 240/4750           | P                  | M/5                | 1.200              | 248                | 6"5                 | 11.3               | 1989-90            |
| Versioni diesel |                    |                    |                    |                                     |                    |                    |                    |                    |                    |                    |                     |                    |                    |
| 324d | berlina            | M21D25             | 2443               | Diesel aspirato iniezione indiretta | 86/4600            | 152/2500           | P                  | M/5                | 1.195              | 165                | 16"1                | 6.9                | 1985-91            |
| 324td | berlina            | M21TD25            | 2443               | Turbodiesel iniezione indiretta     | 116/4800           | 220/2400           | P                  | M/5                | 1.260              | 187                | 11"9                | 7                  | 1987-91            |
| 324td | Touring            | M21TD25            | 2443               | Turbodiesel iniezione indiretta     | 116/4800           | 220/2400           | P                  | M/5                | 1.300              | 187                | 12"4                | 7                  | 1987-94            |
| Note: 1 Solo per Grecia e Jugoslavia 2Anche nell'allestimento 318iS (1986-89) previsto solo per Italia e Portogallo 3Anche con carrozzeria cabriolet per il solo mercato USA 4Anche in allestimento 320is (1986-87) previsto per Italia e Portogallo 5Prevista solo per i mercati del Giappone e degli USA 6Anche per il mercato europeo, ma non per quello italiano 7Solo per il mercato sudafricano |                    |                    |                    |                                     |                    |                    |                    |                    |                    |                    |                     |                    |                    |

## Produzione
Di seguito vengono forniti i dati relativi alla produzione della Serie 3 E30 prodotta in Europa. Ogni dato di produzione include sia le versioni catalizzate che quelle sprovviste di catalizzatore:
| Serie 3 E30   | Berlina | Touring | Cabriolet |
| ------------- | ------- | ------- | --------- |
| 316/316s/316i | 467.561 | 20.595  | -         |
| 318i          | 143.786 | 37.905  | 24.706    |
| 318is         | 38.613  | -       | -         |
| 320i          | 380.769 | 18.035  | 32.687    |
| 323i          | 26.700  | -       | -         |
| 325e          | 189.287 | -       | -         |
| 325i          | 196.936 | 14.506  | 85.246    |
| 325iX         | 29.589  | 5.273   | -         |
| M3            | 17.970  | -       | 786       |